# 犬川村
犬川村（いぬかわむら）は山形県東置賜郡にあった村。現在の川西町北西部にあたる。

## 地理
- 山：眺山
- 河川：黒川、犬川

## 歴史
- 1889年（明治22年）4月1日 - 町村制の施行により、小松村、下小松村、高豆蒄村、黒川村の区域をもって発足。
- 1955年（昭和30年）1月1日 - 小松町、中郡村、大塚村、南置賜郡玉庭村と合併して川西町が発足。同日犬川村廃止。

## 村長
- 江口勝之助

## 交通

### 鉄道路線
- 日本国有鉄道
  - 米坂線
    - 犬川駅

### 道路
- 小国街道（旧・国道113号、現・川西町道）
- 長井街道（現・国道287号）